# Список концертных туров Led Zeppelin

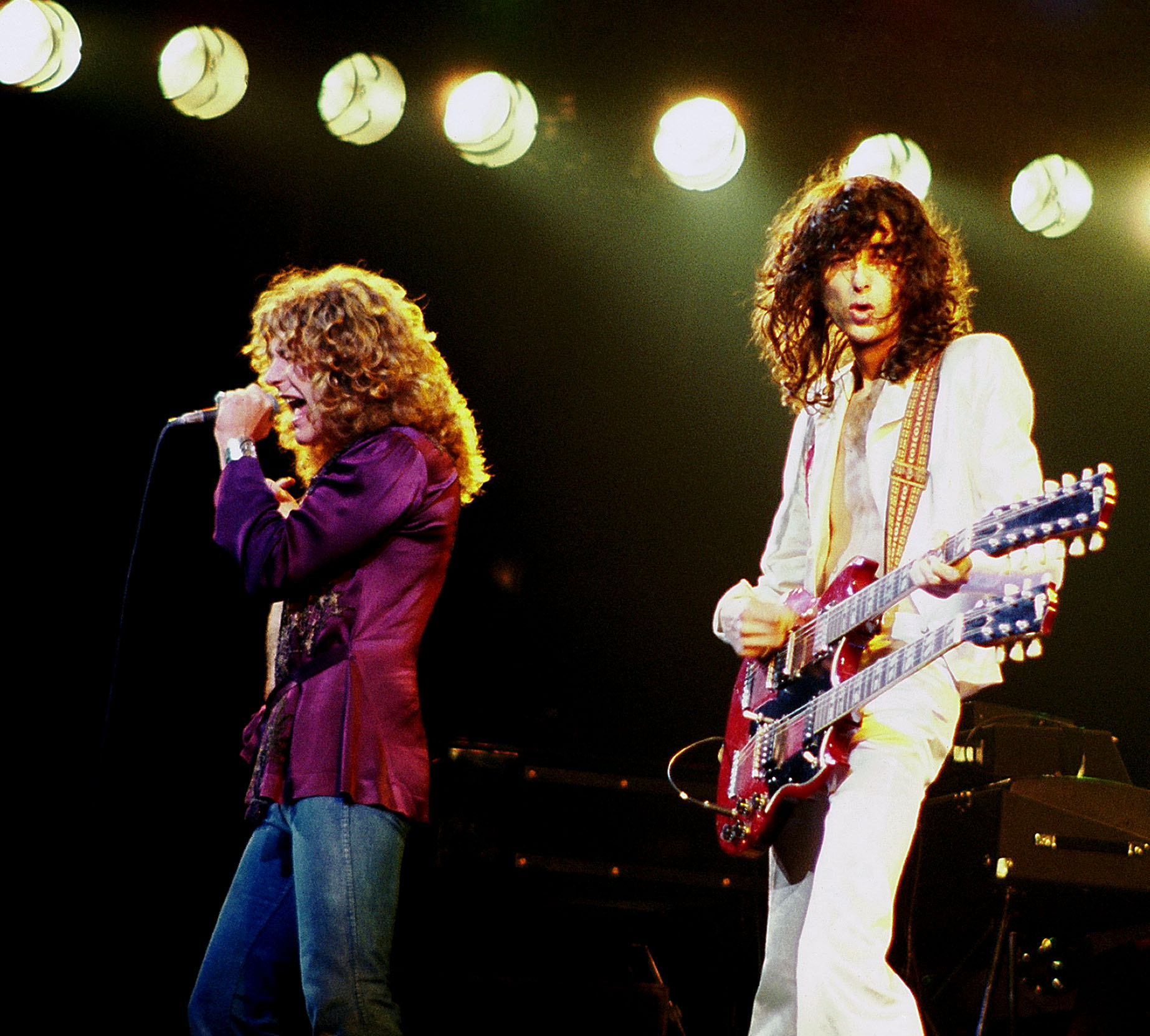
Роберт Плант (слева) и Джимми Пейдж (справа) на сцене в Чикаго, 10 апреля 1977 года

В период с сентября 1968 года до лета 1980 года британская рок-группа Led Zeppelin была самым популярным гастролирующим коллективом в мире, выступая с сотнями аншлаговых концертов по всей планете.

## История
В период конца 1960-х и всём протяжении 1970-х группа Led Zeppelin совершала многочисленные концертные туры по территории Соединённых Штатов, Соединённого Королевства и Европы. Они отыграли более 600 концертов, первоначально выступая в небольших клубах и бальных залах, а затем, по мере роста их популярности, на больших концертных площадках и стадионах.

В первые годы существования группы участники Led Zeppelin приложили совместные усилия, чтобы зарекомендовать себя как незаурядный концертный коллектив. По воспоминаниям бас-гитариста Джона Пола Джонса: 
[Led] Zeppelin была концертной группой, и именно таким образом мы заработали себе репутацию. Пресса ненавидела нас в начале карьеры. Нашим единственным способом заявить о себе были многочисленные живые выступления, особенно в Великобритании. Молва о нас распространялась за счёт сарафанного радио.
Несмотря на то, что группа отыграла несколько своих первых концертных туров в Великобритании, по большей части Led Zeppelin гастролировали по Соединенным Штатам, что стало основным фундаментом их будущей славы и популярности. Например, в 1969 году только 33 концерта из 139 группа отыграла не в Штатах, а в период с 1968 по 1971 годы коллектив не менее девяти раз гастролировал по Северной Америке. «Это было похоже на вакуум, и мы приехали, чтобы заполнить его» — рассказал однажды журналисту Кэмерон Кроу гитарист группы Джимми Пейдж, — «Дальнейшие события были похожи на ураган, который прокатился по всей стране». После практически непрерывных гастролей в первые годы своего существования впоследствии группа осуществляла градацию концертных туров на разные годы: 1973, 1975, 1977 и 1979.
С начала 1970-х годов коммерческая и популярная привлекательность Led Zeppelin была такова, что группа начала совершать крупные гастроли по стадионам, которые привлекали огромное количество людей, больше, чем они раньше. Во время турне по США в 1973 года они отыграли перед 56 800 фанатами на стадионе «Тампа» во Флориде, тем самым побив рекорд, установленный The Beatles на стадионе стадионе «Ши» в 1965 году. Такие же скопления зрителей сопровождали последующие гастроли Led Zeppelin по США, и группа продолжала устанавливать рекорды посещаемости (30 апреля 1977 года они выступали перед 76 229 фанатами на арене «Понтиак Сильвердоум» в Мичигане, установив мировой рекорд для сольных концертов в крытом помещении). Именно по этим причинам Led Zeppelin, как и любая другая группа или исполнитель в ту эпоху, заслужили признание за создание музыкального направления, которое впоследствии стало известно как стадионный рок. Многие критики связывают быстрый рост популярности группы как с её огромной концертной привлекательностью, так и с качеством её студийных альбомов.
На протяжении всей своей карьеры Led Zeppelin выступали на нескольких музыкальных фестивалях, в том числе на Международном фестивале поп-музыки в Атланте и Техасе 1969 года, фестивале блюза в Бате — 1969 и 1970 годов, оупен-эйере «Days on the Green» в Окленде 1977 года и музыкальном фестивале в Небоурте 1979 года.

## Оценки
Репутация Led Zeppelin как незаурядной концертной группы часто объясняется тесным взаимопониманием и музыкальной химией, достигнутыми между всеми четырьмя участниками коллектива, в сочетании с общей готовностью пробовать новое на сцене, что привело к динамичным и непредсказуемым выступлениям. Как отмечают биографы Led Zeppelin Дэйв Льюис и Саймон Паллетт: 
Led Zeppelin live были диковинным зверем. С самого начала у них не было двух одинаковых концертов. Между ними возникла такая творческая искра, что основные структуры их песен неоднократно переделывались, расширялись и импровизировались, делая их студийные аналоги почти неузнаваемыми.

Led Zeppelin были описаны как группа, которая фактически репетировала на сцене, экспериментируя с реакцией публики на новый материал и позволяя произведениям созревать через живой опыт. Несколько композиций с их студийных альбомов дебютировали на сцене задолго до официального релиза на виниле. Сам Джимми Пейдж говорил, что большинство песен группы были созданы для живых выступлений. 
Каждое наше выступление было уникальным. Ты никогда не знал, когда выходил на сцену, что будешь делать к концу [шоу]… Как только песня записывалась в студии и попадала в концертный лист, она начинала видоизменяться. Весь импровизационный аспект, рифы вьющиеся из эфира … это был волшебный корабль, коллективно взмывающий в стратосферу. И чем больше выходило альбомов, тем длиннее и длиннее становились наши сеты.

В интервью 2005 года журналу Uncut Пейдж подчёркивал: 
Прелесть игры в группе заключалась в том, что, когда мы выходили на сцену, мы никогда не знали, что будет происходить в рамках той или иной песни. Они постоянно видоизменялись. В тот же [концертный] вечер появлялись новые детали. Спонтанность была на уровне экстрасенсорного восприятия, следовательно — это всегда было захватывающе.
По словам Кэмерона Кроу, «концерт Led Zeppelin был прямым потомком ранних выступлений Элвиса. Грубым, прямолинейным — напоминанием о том времени, когда рок был молод».

Из-за общего интереса музыкантов к экспериментированию с различными музыкальными стилями в сочетании с акцентом на расширенную импровизацию, концерты Led Zeppelin часто затягивались на несколько часов. По воспоминания Джонса: 
Концерты сильно растягивались… В каждом туре мы старались сократить их, особенно в более поздние годы. Мы бы могли сказать, что будет выступать всего полтора часа. Через неделю концерты снова растягивались до двух часов. К концу гастролей длительность составляла три часа!
После североамериканского турне 1977 года — их последнего крупного гастрольного тура — группа решила отказаться от большей части своего «мистического» образа, который окружал их до этого момента. Музыканты начали выступать в обычной повседневной одежде, а сетлист был смягчен за счет исключения длинных сложных сольных номеров, таких как «Moby Dick» Бонема и фирменное гитарное соло Пейджа в сопровождении лазерного шоу.

## Записи концертных выступлений
Многие выступления Led Zeppelin сохранились в виде пиратских записей, которые и по сей день продолжают цениться коллекционерами и фанатами. Помимо этого два концерта группы были выпущены в виде официальных записей: концертный фильм «Песня остаётся всё такой же» (1973) и т. н. Led Zeppelin DVD (2003). В отличие от других рок-групп того времени, таких как The Who и The Rolling Stones, официальных концертных записей Led Zeppelin существует сравнительно мало. Во многом это связано с усилиями менеджера коллектива Питера Гранта ограничить присутствие ансамбля на телевидении, чтобы побудить фанатов, которые хотели посмотреть на своих кумиров, посещать живые выступления Led Zeppelin. Из немногих профессионально снятых концертов, которые были сделаны группой (за исключением их шоу в Мэдисон-Сквер-Гарден в июле 1973 года — «Песня остаётся всё такой жe»), на сегодняшний день шесть записей доступны в виде бутлегов. Эти концерты включают в себя последние два выступления группы из пятиконцертной серии на лондонском спортивном центре Эрлс-корт в мае 1975 года, шоу на стадионе Kingdome в Сиэтле (1977), а также два выступления на Небоуртском фестивале в августе 1979 года. В дополнение к этому существует записи их концерта в Альберт-холле, сделанные в январе 1970 года, часть из которых также фигурирует в составе Led Zeppelin DVD.

## Хронология концертных туров
| - Сентябрь 1968 года: скандинавский концертный тур 1968 года - Октябрь — декабрь 1968 года: британский концертный тур 1968 года - Декабрь 1968 — февраль 1969 года: североамериканский концертный тур 1968—1969 годов - Март — апрель 1969 года: британский и скандинавский концертный тур 1969 года - Апрель — май 1969 года: североамериканский концертный тур, весна 1969 года - Июнь 1969 года: британский концертный тур, лето 1969 года - Июль — август 1969 года: североамериканский концертный тур, лето 1969 года - Октябрь 1969 года: европейский концертный тур, осень 1969 года - Октябрь — декабрь 1969 года: североамериканский концертный тур, осень 1969 года - Январь 1970 года: североамериканский концертный тур 1970 года - Февраль — март 1970 года: европейский концертный тур 1970 года - Март — апрель 1970 года: североамериканский концертный тур, весна 1970 года - Июнь — июль 1970 года года: концертный тур по Исландии, Бату и Германии, лето 1970 года - Август — сентябрь 1970 года: североамериканский концертный тур, лето 1970 года - Март — апрель 1971 года: британский концертный тур, весна 1971 года | - Май — август 1971 года: европейский концертный тур 1971 года - Август — сентябрь 1971 года: североамериканский концертный тур 1971 года - Сентябрь 1971 года: японский концертный тур 1971 года - Ноябрь — декабрь 1971 года: британский концертный тур, зима 1971 года - Февраль 1972 года: австралийский концертный тур 1972 года - Май — июнь 1972 года: североамериканский концертный тур 1972 года - Октябрь 1972 года: японский концертный тур 1972 года - Октябрь 1972 года: январь 1973 — британский концертный тур 1972/1973 годов - Март — апрель 1973 года: европейский концертный тур 1973 года - Май — июль 1973 года: североамериканский концертный тур 1973 года - Январь — март 1975 года: североамериканский концертный тур 1975 года - Май 1975 года: серия выступлений на Эрлс-корте в 1975 году - Апрель — июнь 1977 года: североамериканский концертный тур 1977 года - Август 1979 года: два концерта «на разогреве» в Дании и выступление на Небоуртском фестивале - Июнь — июль 1980 года: европейский концертный тур 1980 года |

## Воссоединения музыкантов
После расформирования Led Zeppelin в 1980 году из-за смерти барабанщика Джона Бонема, три оставшихся участника группы воссоединились на сцене всего несколько раз.
- 13 июля 1985 года на благотворительном фестивале Live Aid во время концерта на стадионе JFK[англ.] в Филадельфии. С приглашёнными барабанщиками Тони Томпсоном и Филом Коллинзом, которые играли одновременно на всех трёх песнях, исполненных в тот вечер. В финальной композиции, «Stairway to Heaven», на басу играл сессионный музыкант Пол Мартинес[англ.], а Джон Пол Джонс перешел на клавишные. Группа была представлена на сцене Филом Коллинзом как «три моих друга» (а не как Led Zeppelin). Причём в концертных программках к фестивалю не упоминалось название Led Zeppelin.
- 14 мая 1988 года на юбилейном концерте в честь 40-летия[англ.] лейбла Atlantic Records с сыном Бонема — Джейсоном Бонемом на ударных.
- 12 января 1995 года, на церемонии введения Led Zeppelin в Зал славы рок-н-ролла. Их выступление включало пять песен при участии вокалиста Стивена Тайлера, а также гитаристов Джо Перри и Нила Янга[14]. Джейсон Бонем играл на ударных в первых четырех песнях, а барабанщик проекта «Page and Plant» Майкл Ли[англ.] сыграл в последней — «When the Levee Breaks».
- 10 декабря 2007 года на концерте памяти[англ.] Ахмета Эртегюна на лондонском стадионе The O2, место барабанщика вновь занял Джейсон Бонем[15].